# Mihail Prohorov
Mihail Dmitrievič Prohorov (ruski: Михаил Дмитриевич Прóхоров,  Moskva 3. svibnja 1965.)  ruski milijarder i vlasnik američkog košarkaškog kluba Brooklyn Nets.  Prohorov je rođen u Moskvi gdje je diplomirao na Moskovskom Institutu financija, te je postao jedan od vodećih ruskih industrijalaca u sektoru plemenitih metala. Dok je radio za Norilsk Nickel tvrtka je postala najveći svjetski proizvođač nikla i paladija. Bivši je predsjednik Polyusa najvećeg ruskog proizvođača zlata i bivši predsjednik ONEXIM Grupe. Podnio je ostavke na obje pozicije kada je ušao u politiku u lipnju 2011.
U prosincu 2011.,objavio je da će ići samostalno 2012. u predsjedničke izbore. Ruski premijer i bivši predsjednik Vladimir Putin je bio favorit u utrci za predsjednika u to vrijeme. U lipnja 2012. najvio je osnivanje nove političke stranke "Građanska platforma".
Sedmi je najbogatiji čovjek iz Rusije i 57. najbogatiji čovjek na svijetu prema Forbesovom popisu 2012. godine s bogatstvom procijenjenim na 13,2 milijarde US dolara.